# Hvidbjerg Sogn (Morsø Kommune)
 For alternative betydninger, se Hvidbjerg Sogn. (Se også artikler, som begynder med Hvidbjerg Sogn)
Hvidbjerg Sogn er et sogn i Morsø Provsti (Aalborg Stift).
I 1800-tallet var Hvidbjerg Sogn og Redsted Sogn annekser til Karby Sogn. Alle 3 sogne hørte til Morsø Sønder Herred i Thisted Amt. Karby-Hvidbjerg-Redsted sognekommune blev ved kommunalreformen i 1970 indlemmet i Morsø Kommune.
I Hvidbjerg Sogn ligger Øster Hvidbjerg Kirke. Agerø Kirke blev i 1908 indviet som filialkirke, og Agerø blev et kirkedistrikt i Hvidbjerg Sogn. I 2010 blev Agerø Kirkedistrikt udskilt som det selvstændige Agerø Sogn.
I Hvidbjerg og Agerø sogne findes følgende autoriserede stednavne:
- Ager By (bebyggelse, ejerlav)
- Ager Vejle (bebyggelse)
- Agerø (areal)
- Glomstrup Mark (bebyggelse)
- Ravnsodde (areal)
- Stenklipperne (areal)
- Sønderby (bebyggelse)
- Vester Hvidbjerg (bebyggelse, ejerlav)
- Øster Hvidbjerg (bebyggelse, ejerlav)